# Подземельная
Подземельная — река в России, протекает по Терскому району Мурманской области. Впадает в Сергозеро. Длина реки составляет 11 км.
Берёт начало из безымянного озера на высоте 165,3 м нум. Течёт по заболоченной местности и впадает в Сегозеро (148,3 м нум) с западной стороны. Общее падение реки — 17 метров.
Принимает ряд незначительных притоков по обоим берегам. В верхней части бассейна имеются «острова» леса.

## Данные водного реестра
По данным государственного водного реестра России относится к Баренцево-Беломорскому бассейновому округу, водохозяйственный участок реки — реки бассейна Белого моря от западной границы бассейна реки Иоканга (мыс Святой Нос) до восточной границы бассейна реки Нива, без реки Поной, речной подбассейн реки — подбассейн отсутствует. Речной бассейн реки — бассейны рек Кольского полуострова и Карелии, впадает в Белое море.
Код объекта в государственном водном реестре — 02020000212101000008261.